# مشتركة رخوة
مشتركة رخوة أو بندق الساحرة الصيني (الاسم العلمي: Hamamelis mollis)، نوع من النباتات المُزهرة تتبع فصيلة المشتركات، موطنها وسط وشرق الصين، في آنهوي، وقوانغشي، وهوبي، وهونان، وجيانغشي، وسيتشوان، وتشجيانغ.